# 于尔约·哈卡拉
于尔约·哈卡拉（芬蘭語：Yrjö Hakala，1932年4月20日—2023年7月15日），芬兰男子冰球运动员，场上位置是后卫。他曾代表芬兰国家队参加1952年和1960年冬季奥林匹克运动会冰球比赛，均获得第七名。